# Karaterzi, Doğanşehir
Karaterzi là một xã thuộc huyện Doğanşehir, tỉnh Malatya, Thổ Nhĩ Kỳ. Dân số thời điểm năm 2011 là 481 người.